# 瓦西里·彼得罗维奇·莫罗佐夫
瓦西里·彼得罗维奇·莫罗佐夫（俄语：Василий Петрович Морозов，?—1630年）是一位俄羅斯沙皇國军事人物和政治人物，1601年成為奥科尔尼基，1607年成為波雅尔，他也是圖拉、普斯科夫和喀山的沃伊沃德，他也是波雅尔和沃伊沃德彼得·瓦西里耶维奇·莫罗佐的儿子。